# Dechmia
Dechmia (em árabe: الدشمية) é uma cidade e comuna localizada na província de Bouira, Argélia. Segundo o censo de 2008, a população total da cidade era de 7 504 habitantes.